# Едвард Гордон Крег

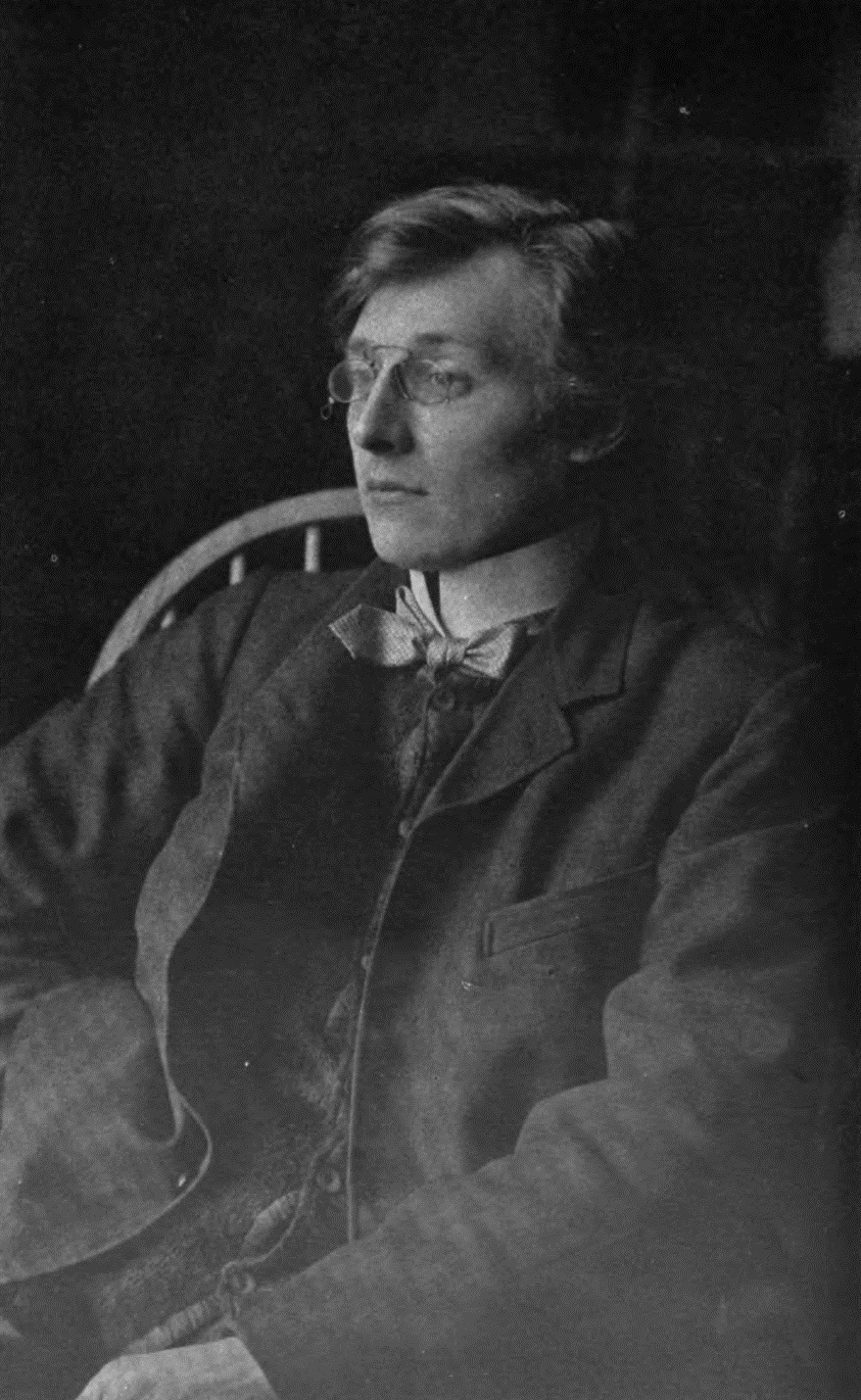
Ґордон Креґ, 1 січня 1903 р.

Едвард-Генрі-Ґордон Креґ (точніше: Крейґ; англ. Edward Gordon Craig; 16 січня 1872, Стівенідж, Гартфордшир, Англія — 29 липня 1966, Ванс, Франція), інколи як Ґордон Креґ — англійський актор, режисер, сценічний дизайнер; символіст; новатор театральної думки. Креґ був сином акторки Еллен Террі.
Театр Ґордона Креґа, збудований в Стівеніджі (місце народження), було названо на його честь у 1975 р.

## Життя та родина
Позашлюбний син архітектора Едварда Годвіна, та акторки Еллен Террі, Крег народився під ім'ям Едварда Годвіна в січні 1872 року на Реілвей стріт, Стівенідж, Гартфордшир, Англія і був охрещений в 16 років як Едвард Генрі Гордон. Прізвище Крег взяв у 21 рік.
Провів більшість свого дитинства за лаштунками сцени Лицеум Театру, де його мати виконувала головну роль у партнерстві з Генрі Ірвінгом. Сестрою Крега була Едіт Крейг.
В 1893 році одружився з Гелен-Мері Ґібсон, з якою мав п'ятеро дітей.
Зі своєю коханкою, скрипалькою Еленою-Фортуною Мео у нього було троє дітей. Один з них — Антоні Каррік, артдиректор British films.[4] З іншою коханкою, танцівницею Айседорою Дункан мав дочку. З іншою коханкою поетесою Дороті Невіл Ліс мав сина Давідіно Дункана (1916—2004), знаного італійського фотографа. Його правнучкою є ілюстратор і автор Хелен Крег.
Більшість свого життя прожив у скрутному становищі у Франції, де його було інтерновано німецькими окупаційними військами у 1942 році. Помер у Венце, Франція у 1966 році у віці 94 років.

## Кар'єра
Окрема стаття: Постановка Гамлета в Московському художньому театрі (1911)

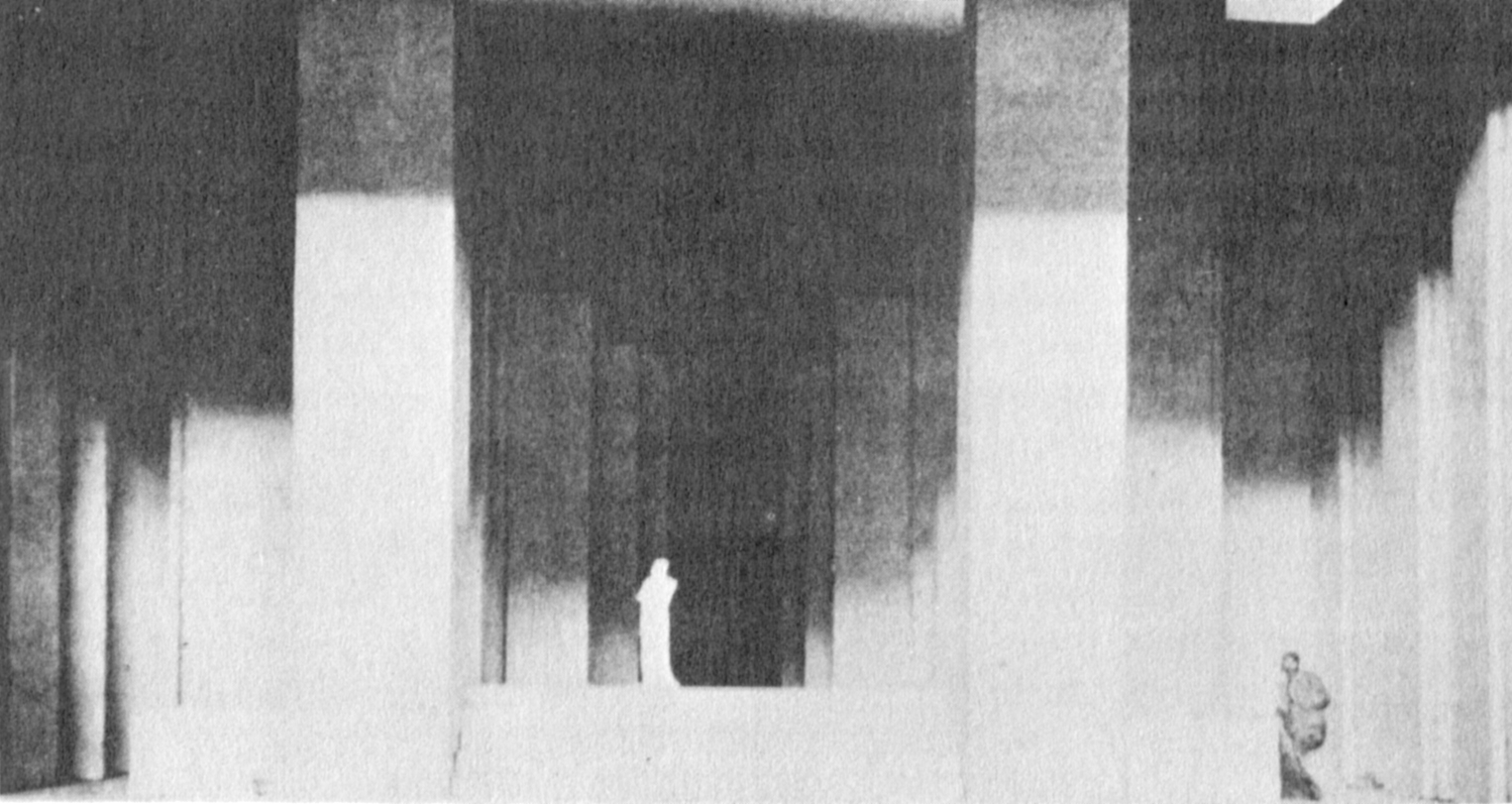
Ескіз фінальної сцени для постановки Гамлета у МХАТі (1911 р.)

Крег був переконаний, що режисер «це справжній актор у театрі», тож він розглядав акторів як щось подібне до маріонеток. Розробляв і будував підкреслено символічні оформлення, наприклад патентований набір ширм для постановки Гамлета в МХАТі. Також був головним редактором першого інтернаціонального театрального журналу, Маска.
Працював актором у товаристві сера Генрі Ірвінга. Згодом зацікавився художнім мистецтвом, навчаючись різьбі по дереву під керівництвом Джеймса Прайда і Вільяма Ніколсона. Акторська кар'єра скінчив у 1897 році, почавши працювати театральним дизайном.
Першою постановкою Крега були «Дідона і Еней» Генрі Перселла, «Ацис і Галатея» Георга Генделя, а також «Воїтелі з Хільгеланду» Генрика Ібсена. «Дідона і Еней» стали значним успіхом Крега, що підняв інтерес до музики Персела (1659—1695), яка до того була мало знана (одна з рецензій у Таймс була доставлена до театру спеціально для «містера Персела»). Крег намагався утримувати простоту в декораціях, щоб виділити рухи акторів та світла, і представити ідею «уніфікованої сценічної картини».
Не знайшовши значного заробітку в Британії, оселився в Німеччині в 1904 році. Там написав одну з його найбільш своїх відомих книг «Про мистецтво театру». В 1908 році Айседора Дункан познайомила Крега з Костянтином Станіславським, який запросив режисера здійснити постановку Гамлета у МХАТі. Постановка відбулася у 1911 році. Оселившись в Італії Крег заснував Арена Гольдоні — школу театрального дизайну за допомогою лорда Говарда де Вальдена. Впродовж першої світової війни написав цикл п'єс для ляльок, «Драма для дурнів» і видав театральний журнал The Marionnette (1918).
Вважалось, що з Крегом важко працювати. Крім того він вимагав свого повного художнього контролю над п'єсою. Все це стало причиною відходу Крега від театральних постановок. Як театральний діяч, після своїх сорока років, впродовж наступних п'ятдесяти років зробив дуже мало.
В 1958 році отримав Орден Британської імперії.

## Ідеї
Ідея використовувати нейтральні, мобільні ширми в оформленні сцени, ймовірно є найбільш відомою сценографічною концепцією Крега. В 1910 році він запатентував свою систему підвішених і закріплених площин що можуть бути швидко допасовані до внутрішніх і зовнішніх сцен.
Другим винаходом Крега було сценічне освітлення. Продовжуючи традицію використання рамп Крег почав підвішувати освітлення зверху на стелі сцени. Колір і світло стали центральними принципами його концепції оформлення сцени.
Третім значним наслідком його експериментів були спроби поєднати елементи оформлення з грою акторів. Крег просував концепцію театру зосередженого на мистецтві режисера — театрі де дія, слова, кольори і ритм комбінуються в динамічних драматичних формах.
Все своє життя Крег намагався спіймати «чисту емоцію», чи «арештований розвиток» у тих п'єсах, які він ставив. Навіть відійшовши від театральної практики Крег продовжував будувати моделі поєднуючи оформлення і режисерську роботу.
Як гравер і класичний художник Крег знайшов натхнення в ляльках і масках. В його статті «Замітка на Масці» (1910) він розглянув маску як спосіб втримати увагу, уяву і душу аудиторії.
Книга «Про мистецтво театру» написана у формі діалогів між Актором і Режисером, які перевіряють проблему природу сценічного режисерування. Крег стверджує, що першими створили драму були скоріше не драматурги, а скоріше виконавці (performers), використовуючи дію, слово, лінію, колір і ритм. Крег наполягає, що лише режисер, який дійсно інтерпретує драму правдиво, може відновити «Мистецтво театру». Справа у правдивій інтерпретації тексту, адже глядачі ходять до театру дивитись п'єси, ніж слухати її. Елементи дизайну, будучи символами, можуть перевершувати реальність, надаючи глибше розуміння, ніж просто відбиваючи реальний світ.